# Spy Game : Jeu d'espions
Pour les articles homonymes, voir Jeux d'espions.
Pour plus de détails, voir Fiche technique et Distribution.
Spy Game : Jeu d'espions ou Jeux d'espionnage au Québec (Spy Game) est un film d'espionnage multinational réalisé par Tony Scott et sorti en 2001. Il met en vedette les acteurs Robert Redford et Brad Pitt.

## Synopsis
En 1991, alors que la guerre froide est à présent terminée, le président des États-Unis s'apprête à réaliser un important voyage commercial en Chine, pour renforcer les relations avec ce pays. C'est alors que l'agent de la CIA Tom Bishop est arrêté lors d'une tentative pour faire évader un prisonnier d'un établissement pénitentiaire non loin de Suzhou.
La CIA n'a que 24h pour faire libérer Bishop avant son exécution. Afin de prendre une décision, quelques dirigeants de l'Agence cherchent à établir son profil et demandent les dossiers constitués par Nathan Muir, officier supérieur partant à la retraite et mentor de Tom. Muir fait alors détruire ces dossiers, afin de forcer les cadres de la CIA à l'intégrer à leur groupe de travail ; il leur raconte sa rencontre avec Bishop, alors tireur d'élite des Marines, à la fin de la guerre du Viêt Nam, puis son recrutement et sa formation à Berlin dans les années 1970.
Sentant que la CIA a pris le parti de laisser Tom Bishop se faire abattre, Muir utilise ses réseaux en Chine et l'affaire devient publique à travers les médias. L'Agence dément formellement et affirme que son agent emprisonné est en réalité mort depuis plus d'un an. Le vieil officier retourne en salle de crise et explique aux dirigeants pourquoi Bishop est allé risquer sa vie en Chine : quand tous deux étaient à Beyrouth en pleine guerre du Liban, Tom est tombé amoureux d'Elizabeth Hadley, une humanitaire britannique. Lui et Nathan avaient alors pour mission d'assassiner un chef terroriste responsable de l'attaque contre l'ambassade américaine à Beyrouth. Muir découvre que Hadley est recherchée pour terrorisme et meurtre dans son pays d'origine : elle avait fait exploser un bâtiment officiel chinois, tuant involontairement trois personnes dont le neveu du Premier ministre.
Nathan raconte alors qu'il avait perdu sa confiance en Tom et mené une opération parallèle pour tuer le chef terroriste. Elle s'est soldée par la mort de 74 personnes, dont le civil recruté par Bishop pour empoisonner le terroriste. Désabusé, ce dernier rentre chez Elizabeth et découvre une lettre de rupture. En réalité, Muir l'a échangée avec les services secrets chinois contre un diplomate américain retenu et elle a été envoyée à Suzhou. Les deux agents se quittent sur l'aéroport de Beyrouth, Tom couvrant Nathan de reproches.
En parallèle et en pleine nuit, Muir monte de toutes pièces une opération militaire de sauvetage de Bishop et Hadley. Il utilise les 282 000 dollars de son assurance-vie pour corrompre un directeur de centrale électrique et faire couper le courant de la prison le temps que les commandos interviennent. Utilisant des documents officiels, il baptise l'opération Dîner en ville (Dinner Out), en référence à une fausse opération montée par Bishop pour faire livrer un cadeau d'anniversaire à Muir par valise diplomatique quand tous les deux étaient en poste au Liban.
Au matin, Muir est interrogé sur ses activités des 24h précédentes, mais parvient à déjouer habilement toutes les suspicions des dirigeants de l'Agence. Ceux-ci lui indiquent qu'ils ne pourront sauver Tom. L'officier désormais en retraite signe alors le procès-verbal de l'affaire et quitte le QG de la CIA. C'est alors que les dirigeants sont informés du succès de l'opération Dîner en ville et comprennent qu'ils ont été complètement roulés par Muir. Tandis que Bishop et Hadley sont sains et saufs à bord des hélicoptères militaires, Nathan roule à vive allure, désormais en retraite.

## Fiche technique
Sauf indication contraire, les informations mentionnées dans cette section peuvent être confirmées par la base de données cinématographiques IMDb,  présente dans la section « Liens externes ».
- Titre original : Spy Game
- Titre français : Spy Game : Jeu d'espions
- Titre québécois : Jeux d'espionnage
- Réalisation : Tony Scott
- Scénario : Michael Frost Beckner, d'après une histoire de Michael Frost Beckner et David Arata
- Musique : Harry Gregson-Williams
- Décors : Norris Spencer
- Costumes : Louise Frogley
- Photographie : Daniel Mindel
- Montage : Christian Wagner
- Production : Marc Abraham, Stephanie Antosca, Armyan Bernstein (en), Thomas A. Bliss, James W. Skotchdopole, Iain Smith, Douglas Wick
- Sociétés de production : Universal Pictures, Beacon Communications, Kalima Productions GmbH & Co. KG, Metropolitan Filmexport, Red Wagon Productions et Toho-Towa
- Sociétés de distribution : Universal Pictures (États-Unis), Metropolitan Filmexport (France), United International Pictures (Belgique)
- Budget : 115 millions de dollars[1]
- Pays de production :  États-Unis,  Allemagne,  Japon,  France
- Genre : espionnage, thriller
- Format : Couleurs  - 35 mm - 2,35:1 - son DTS / Dolby Digital / SDDS
- Durée : 126 minutes
- Dates de sortie[2] : 
  - États-Unis, Canada : 21 novembre 2001
  - France, Belgique : 9 janvier 2002

## Distribution
- Robert Redford (VF : Claude Giraud ; VQ : Daniel Roussel) : Nathan D. Muir
- Brad Pitt (VF : Bernard Gabay ; VQ : Alain Zouvi) : Tom Bishop
- Catherine McCormack (VF : Emmanuèle Bondeville) : Elizabeth Hadley
- Stephen Dillane (VF : Éric Legrand ; VQ : Jacques Lavallée) : Charles Harker
- Marianne Jean-Baptiste (VF : Denise Metmer) : Gladys Jennip
- Charlotte Rampling (VQ : Isabelle Miquelon) : Anne Cathcart
- Matthew Marsh (VF : Jean-François Aupied) : Dr William Byars
- Todd Boyce : Robert Aiken
- Michael Paul Chan : (VF : Bruno Dubernat) : Vincent Vy Ngo
- Garrick Hagon : Cy Wilson, directeur de la CIA
- Andrew Grainger : Andrew Unger
- Bill Buell : Fred Kappler
- Colin Stinton (VQ : Yves Massicotte) : Henry Pollard
- Ted Maynard : l'administrateur de la CIA
- Tom Hodgkins : le gardien dans le lobby à Langley
- Demetri Goritsas : Billy Hyland
- Shane Rimmer : l'agent immobilier
- David Hemmings (VF : Olivier Proust) : Harry Duncan
- James Aubrey : Mitch Alford
- Benedict Wong : Tran
- Ken Leung : Li
- Joseph Chanet : le général Viet-Cong
- Iain Smith : l'ambassadeur Cathcart
- Omid Djalili : Doumet
- Hamidou Benmassoud : Dr Ahmed
- Nabil Massad : Sheik Salameh
- Dale Dye : Wiley, le commandant de l'équipe de sauvetage
- Larry Bryggman (VF : Michel Ruhl ; VQ : Raymond Bouchard) : Troy Folger

## Production

### Genèse du projet
Le Néerlandais Mike van Diem devait à l'origine réaliser le film. Mais les producteurs ont préféré un cinéaste plus connu et célèbre : le Britannique Tony Scott.

### Attribution des rôles
Tony Scott avait déjà dirigé Brad Pitt une fois avant de faire ce film, dans True Romance, où il avait un petit rôle. Quant à Robert Redford, il avait côtoyé l'acteur dans son film Et au milieu coule une rivière en 1992. Robert Redfort était lié depuis 1998 à ce projet.

### Tournage
La séquence d'ouverture dans la prison chinoise a été tournée au château d'Oxford, qui servait de prison jusqu'en 1996.

Les scènes qui se déroulent dans les bureaux de la CIA ont été réalisées aux studios de Shepperton, seuls les plans extérieurs de Washington DC ont été tournés aux États-Unis.
Les prises au Viêt Nam ont été tournées au Maroc, aux environs de Ouarzazate.
Comme Berlin a beaucoup changé entre 1976 (date de l'action du film) et la période du tournage, les plans qui s'y déroulent ont été tournés à Budapest et à Prague.
La séquence de Beyrouth devait originellement être tournée à Tel Aviv et Haïfa. Mais seule la séquence de l'attentat-suicide a été tournée à Haïfa, la seconde Intifada ayant contraint l'équipe à délocaliser le tournage qui s'est finalement déroulé au Maroc à Casablanca.

### Musique
La musique du film est composée par Harry Gregson-Williams, qui avait travaillé sur le précédent film du réalisateur, Ennemi d'État (1999).
| 1.  | Su-Chou Prison                   | 5:00 |
| 2.  | Su-Chou Prison                   | 3:32 |
| 3.  | He's Been Arrested for Espionage | 1:23 |
| 4.  | Red Shirt                        | 5:07 |
| 5.  | Training Montage                 | 2:34 |
| 6.  | Berlin                           | 2:18 |
| 7.  | It's Not a Game                  | 2:34 |
| 8.  | You're Going to Miss It          | 9:15 |
| 9.  | Beirut, a War Zone               | 3:20 |
| 10. | My Name Is Tom                   | 2:41 |
| 11. | All Hell Breaks Loose            | 6:19 |
| 12. | Explosion and Aftermath          | 2:50 |
| 13. | Parting Compaany                 | 2:08 |
| 14. | Harker Tracks Muir               | 3:28 |
| 15. | Long Night                       | 1:46 |
| 16. | Muir's in the Hot Seat           | 5:08 |
| 17. | Back at Su-Chou Prison           | 2:18 |
| 18. | Operation Dinner Out             | 4:50 |
| 19. | Spies (Ryebot Remix)             | 2:16 |
| 20. | Dinner Out (Rothrock Remix)      | 2:38 |

Chansons et morceaux présents dans le film
- Vivaldi – Les Quatre Saisons (La primavera)
- Dire Straits – Brothers in Arms
- Joe Walsh – Rocky Mountain Way
- Pascale Machaalani – Nour el Chams
- Dean Martin – Let It Snow! Let It Snow! Let It Snow!
- Jimi Jamison – I'm Always Here
- Cory Cullinan – The Bad News
- Omar Faruk Tekbilek – Şişeler

## Sortie et accueil

### Annulation
La sortie du film a failli être annulée du fait de la proximité des attentats du 11 septembre 2001 et de la présence d'un attentat-suicide dans le scénario. Après une projection test, la séquence a été remontée.

### Critique
Le film reçoit des critiques presse partagées à sa sortie. Sur l'agrégateur américain Rotten Tomatoes, il récolte 66% d'opinions favorables pour 134 critiques et une note moyenne de 6,2⁄10. Le consensus suivant résume les critiques compilées par le site : « Le résultat du cinétique Spy Game ne fait jamais de doute, mais c'est amusant de regarder Robert Redford et Brad Pitt travailler ». Sur Metacritic, il obtient une note moyenne de 63⁄100 pour 29 critiques.
En France, le film obtient une note moyenne de 3,1⁄5 sur le site AlloCiné, qui recense 15 titres de presse.

### Box-office
| Pays ou région    | Box-office        | Date d'arrêt du box-office | Nombre de semaines |
| ----------------- | ----------------- | -------------------------- | ------------------ |
| États-Unis Canada | 62 362 560 $      | 7 février 2002             | 11                 |
| France            | 1 481 402 entrées |                            |                    |
| Total mondial     | 143 049 560 $     | -                          | -                  |

## Distinctions
- Motion Picture Sound Editors 2002 : nominations pour le Best Sound Editing - Dialogue & ADR, Domestic Feature Film et le Best Sound Editing - Effects & Foley, Domestic Feature Film.
- Satellite Awards 2002 : nomination pour la meilleure musique de film (Best Original Score)[11].

## Hommage
Tony Scott dédie son film à Elizabeth Jean Scott, sa mère. Son frère, Ridley Scott, lui dédie quant à lui La Chute du faucon noir, sorti la même année.